# Drużynowe mistrzostwa Polski na żużlu
Drużynowe mistrzostwa Polski na żużlu – polskie rozgrywki ligowe w sporcie żużlowym, rozgrywane na torach klasycznych, pod patronatem Głównej Komisji Sportu Żużlowego (części Polskiego Związku Motorowego). Pierwsze zawody ligowe odbyły się w 1948 roku. Od tamtego czasu system rozgrywek ulegał wielokrotnym zmianom.
Obecnie najwyższa klasa rozgrywkowa – Speedway Ekstraliga (do 1999 roku – I liga, następnie do 2006 roku – Ekstraliga) – przekształcona została z ligi klubów-stowarzyszeń w profesjonalną ligę opartą na sportowych spółkach akcyjnych. Pierwotnie zarządzana przez Polski Związek Motorowy (w latach 1948–2006). Obecnie ligą zarządza powołana w czerwcu 2006 spółka Ekstraliga Żużlowa.
Od sezonu 2024 rozgrywki na drugim poziomie noszą nazwę Speedway 2. Ekstraliga (do 1999 roku – II liga, następnie do 2023 roku – I liga), natomiast rozgrywki na trzecim poziomie – Krajowa Liga Żużlowa (w latach 1957–1959 – III liga, a w latach 2000–2023 – II liga). Od sezonu 2024 drugim poziomem rozgrywek zarządza EŻ (wcześniej PZM). Najniższa klasa rozgrywkowa zarządzana jest przez PZM.

## Zasady
Rozgrywki podzielone są na trzy ligi. Najwyższą ligą jest Speedway Ekstraliga, niższe ligi to Speedway 2. Ekstraliga i Krajowa Liga Żużlowa. Mecze w pierwszej części sezonu, nazywanej fazą zasadniczą, rozgrywa się systemem „każdy z każdym”, raz na własnym torze, drugi raz na wyjeździe. Kolejną jest faza finałowa, po której ustala się ostateczną kolejność drużyn. Za zwycięstwo drużynie przyznaje się 2 punkty w tabeli, za remis – 1. Ponadto od 2005 roku przyznaje się dodatkowy punkt za lepszy bilans punktów w dwumeczu.
Ostatnie zespoły w końcowej tabeli Ekstraligi i 2. Ekstraligi zostają zdegradowane do niższych lig, a przedostatnie biorą udział w meczach barażowych (po raz ostatni w sezonie 2019, planowane od sezonu 2025) z drugimi zespołami odpowiednio 2. Ekstraligi i KLŻ. Pierwsze zespoły 2. Ekstraligi i KLŻ awansują do wyższych lig. Z kolei pierwszy zespół Ekstraligi uzyskuje tytuł Drużynowego Mistrza Polski.
Mecz ligowy składa się z 15 wyścigów, zwanych biegami. W każdym biegu uczestniczy czterech zawodników, po dwóch z jednej drużyny. Zawodnicy gospodarzy przez cały mecz startują w kaskach czerwonych i niebieskich, a zawodnicy gości w białych i żółtych. Wykonują oni cztery okrążenia ze wspólnego startu. Zwycięzca otrzymuje 3 punkty, drugi zawodnik 2, trzeci 1 pkt, a zawodnik, który biegu nie ukończy lub dotrze na metę ostatni, pozostaje bez punktu. Punkty wszystkich zawodników danej drużyny trafiają na wspólne konto. Składy pierwszych trzynastu biegów są ustalane na podstawie specjalnej tabeli biegowej. Czternasty i piętnasty bieg są nominowane – obsady tych wyścigów ustalają i przekazują po zakończeniu trzynastego biegu sędziemu zawodów uprawnione do tego osoby: trenerzy lub kierownicy drużyn. Ponadto gdy zespół przegrywa co najmniej sześcioma punktami może skorzystać z rezerwy taktycznej, to znaczy może zmienić zawodnika w którymś biegu. W latach 2007–2009 (w Ekstralidze do 2008 roku) zespół przegrywający przynajmniej dziesięcioma punktami mógł raz w meczu skorzystać ze złotej rezerwy taktycznej, tzw. jokera (którego punkty były liczone podwójnie), jednak już w następnym sezonie wycofano się z pomysłu wprowadzania złotej rezerwy.
Od sezonu 2006 w drużynach ligowych (oraz na inne zawody, m.in. MPPK, DMPJ) występować mogą zawodnicy obcokrajowi bez dotychczasowych ograniczeń, na identycznych zasadach jak zawodnicy krajowi. Zakaz zatrudniania zawodników z cyklu Grand Prix w niższych ligach zniesiono od 2007. Wcześniej obcokrajowcy startować mogli tylko w meczach ligowych, jeden lub dwóch w drużynie (w zależności od szczegółowych zasad w danym roku). Nie mogli pełnić roli zawodnika młodzieżowego, a liczba zakontraktowanych obcokrajowców była ściśle ograniczona. Od sezonu 2011 w Ekstralidze, a w niższych ligach od 2012 zawodnicy zagraniczni nie mogą jeździć na pozycjach juniorskich (od sezonu 2022 w KLŻ jednym z młodzieżowców może być zawodnik zagraniczny).
W składzie drużyny znajduje się siedmiu zawodników oraz jeden rezerwowy (rolę tę może pełnić jedynie zawodnik do 23 lat). W składzie każdej drużyny musi znajdować się minimum czterech żużlowców narodowości polskiej, w tym dwóch zawodników młodzieżowych tj. zawodników do lat 21 (od sezonu 2022 w KLŻ jednym z młodzieżowców może być zawodnik zagraniczny). Ponadto w sezonie 2021 wprowadzono przepis o obowiązku posiadania na pozycjach seniorskich minimum jednego zawodnika do lat 24. Po roku wycofano tę zasadę dla klubów II ligi.

## Zespoły
Na przestrzeni lat liczba zespołów i miasta ich pochodzenia zmieniały się nieznacznie. Najwięcej zespołów występowało w lidze w jej początkach, gdy nie było jeszcze konieczne np. posiadanie bandy na torze oraz dozwolone były starty na zwykłych motocyklach drogowych (a początkowo, z przyczyn finansowych, specjalnych motocykli w ogóle w Polsce nie było).
W sezonie 2025 w trzech ligach startować będą 23 zespoły: 8 w Ekstralidze, 8 w 2. Ekstralidze oraz 7 w KLŻ. W najniższej klasie rozgrywkowej na specjalnych zasadach startują dwa zespoły zagraniczne: niemiecki AC Landshut i łotewski Lokomotīve Dyneburg. Od sezonu 2024 kluby te nie mają prawa awansu.
Od 2005 roku kluby występujące w Ekstralidze spełniać muszą warunki licencyjne dotyczące infrastruktury oraz płynności finansowej, które weryfikuje Komisja Licencyjna PZM. Stadiony muszą posiadać co najmniej 2000 miejsc siedzących, zadaszoną trybunę honorową, sztuczne oświetlenie oraz bandę powietrzną wokół toru, zwiększającą bezpieczeństwo zawodników. Ponadto kluby muszą wykazywać brak zadłużeń wobec PZM, zawodników, ZUS-u i urzędu skarbowego oraz prowadzić coroczny audyt wewnętrzny. Niespełnienie warunków przez klub ekstraligowy grozi degradacją, co dotychczas nastąpiło raz – w 2006 roku Wybrzeżu Gdańsk odmówiono przyznania licencji i zdegradowano do I ligi.

## Medaliści
| Sezon | K | K | T  | Złoto                    | Srebro                      | Brąz                      | Źr.   |
| ----- | - | - | -- | ------------------------ | --------------------------- | ------------------------- | ----- |
| 1948  |   |   | 1  | PKM Warszawa             | LKM Leszno                  | Olimpia Grudziądz         |       |
| 1949  |   |   | 1  | LKM-Unia Leszno          | KM-Stal Ostrów Wielkopolski | Skra-Związkowiec Warszawa | [ 3 ] |
| 1950  |   |   | 2  | Unia Leszno              | Budowlani Rybnik            | Stal Ostrów Wielkopolski  |       |
| 1951  |   |   | 3  | Unia Leszno              | Gwardia Bydgoszcz           | Górnik Rybnik             |       |
| 1952  |   |   | 4  | Unia Leszno              | CWKS Wrocław                | Spójnia Wrocław           |       |
| 1953  |   |   | 5  | Unia Leszno              | Gwardia Bydgoszcz           | Spójnia Wrocław           |       |
| 1954  |   |   | 6  | Unia Leszno              | Spójnia Wrocław             | KKS Kolejarz Rawicz       |       |
| 1955  |   |   | 1  | Gwardia Bydgoszcz        | KKS Kolejarz Rawicz         | Sparta Wrocław            |       |
| 1956  |   |   | 1  | Górnik Rybnik            | Ślęza Wrocław               | Gwardia Bydgoszcz         |       |
| 1957  |   |   | 2  | Górnik Rybnik            | Sparta Wrocław              | Polonia Bydgoszcz         |       |
| 1958  |   |   | 3  | Górnik Rybnik            | Sparta Wrocław              | Unia Leszno               |       |
| 1959  |   |   | 1  | Włókniarz Częstochowa    | Górnik Rybnik               | Legia Warszawa            |       |
| 1960  |   |   | 1  | ZKS Stal Rzeszów         | Legia Gdańsk                | Polonia Bydgoszcz         |       |
| 1961  |   |   | 2  | ZKS Stal Rzeszów         | Górnik Rybnik               | Polonia Bydgoszcz         |       |
| 1962  |   |   | 4  | Górnik Rybnik            | ZKS Stal Rzeszów            | Unia Leszno               |       |
| 1963  |   |   | 5  | Górnik Rybnik            | ZKS Stal Rzeszów            | Sparta Wrocław            |       |
| 1964  |   |   | 6  | Górnik Rybnik            | Stal Gorzów Wielkopolski    | Polonia Bydgoszcz         |       |
| 1965  |   |   | 7  | KS ROW Rybnik            | Stal Gorzów Wielkopolski    | GKS Wybrzeże Gdańsk       |       |
| 1966  |   |   | 8  | KS ROW Rybnik            | Stal Gorzów Wielkopolski    | ZKS Stal Rzeszów          |       |
| 1967  |   |   | 9  | KS ROW Rybnik            | GKS Wybrzeże Gdańsk         | Sparta Wrocław            |       |
| 1968  |   |   | 10 | KS ROW Rybnik            | Stal Gorzów Wielkopolski    | Sparta Wrocław            |       |
| 1969  |   |   | 1  | Stal Gorzów Wielkopolski | KS Śląsk Świętochłowice     | KS ROW Rybnik             |       |
| 1970  |   |   | 11 | KS ROW Rybnik            | KS Śląsk Świętochłowice     | KS Kolejarz Opole         |       |
| 1971  |   |   | 2  | Polonia Bydgoszcz        | Stal Gorzów Wielkopolski    | KS ROW Rybnik             |       |
| 1972  |   |   | 12 | KS ROW Rybnik            | Polonia Bydgoszcz           | KS Śląsk Świętochłowice   |       |
| 1973  |   |   | 2  | Stal Gorzów Wielkopolski | KS Śląsk Świętochłowice     | Falubaz Zielona Góra      |       |
| 1974  |   |   | 2  | Włókniarz Częstochowa    | Stal Gorzów Wielkopolski    | KS ROW Rybnik             |       |
| 1975  |   |   | 3  | Stal Gorzów Wielkopolski | Włókniarz Częstochowa       | Unia Leszno               |       |
| 1976  |   |   | 4  | Stal Gorzów Wielkopolski | Włókniarz Częstochowa       | Unia Leszno               |       |
| 1977  |   |   | 5  | Stal Gorzów Wielkopolski | Unia Leszno                 | Włókniarz Częstochowa     |       |
| 1978  |   |   | 6  | Stal Gorzów Wielkopolski | GKS Wybrzeże Gdańsk         | Włókniarz Częstochowa     |       |
| 1979  |   |   | 7  | Unia Leszno              | Stal Gorzów Wielkopolski    | Falubaz Zielona Góra      |       |
| 1980  |   |   | 8  | Unia Leszno              | KS ROW Rybnik               | SKS Start Gniezno         |       |
| 1981  |   |   | 1  | Falubaz Zielona Góra     | Stal Gorzów Wielkopolski    | Unia Leszno               |       |
| 1982  |   |   | 2  | Falubaz Zielona Góra     | Unia Leszno                 | Stal Gorzów Wielkopolski  |       |
| 1983  |   |   | 7  | Stal Gorzów Wielkopolski | Unia Leszno                 | Apator Toruń              |       |
| 1984  |   |   | 9  | Unia Leszno              | Stal Gorzów Wielkopolski    | Falubaz Zielona Góra      | [ 4 ] |
| 1985  |   |   | 3  | Falubaz Zielona Góra     | GKS Wybrzeże Gdańsk         | Unia Leszno               |       |
| 1986  |   |   | 1  | Apator Toruń             | Polonia Bydgoszcz           | Unia Leszno               |       |
| 1987  |   |   | 9  | Unia Leszno              | Polonia Bydgoszcz           | Stal Gorzów Wielkopolski  |       |
| 1988  |   |   | 10 | Unia Leszno              | KS ROW Rybnik               | Polonia Bydgoszcz         |       |
| 1989  |   |   | 11 | Unia Leszno              | Falubaz Zielona Góra        | KS ROW Rybnik             |       |
| 1990  |   |   | 2  | Apator Toruń             | KS ROW Rybnik               | Polonia Bydgoszcz         |       |
| 1991  |   |   | 4  | Morawski Zielona Góra    | RKS Motor Lublin            | Apator Toruń              |       |
| 1992  |   |   | 3  | Polonia Bydgoszcz        | Stal Gorzów Wielkopolski    | Apator Toruń              |       |
| 1993  |   |   | 1  | WTS Wrocław              | Polonia Bydgoszcz           | Apator Toruń              |       |
| 1994  |   |   | 2  | WTS Wrocław              | Unia Tarnów                 | Apator Toruń              |       |
| 1995  |   |   | 3  | WTS Wrocław              | Apator Toruń                | Polonia Bydgoszcz         |       |
| 1996  |   |   | 3  | Włókniarz Częstochowa    | Apator Toruń                | TS Polonia Piła           |       |
| 1997  |   |   | 4  | Polonia Bydgoszcz        | Pergo Gorzów Wielkopolski   | TS Polonia Piła           |       |
| 1998  |   |   | 5  | Polonia Bydgoszcz        | TS Polonia Piła             | ZKS Stal Rzeszów          |       |
| 1999  |   |   | 1  | TS Polonia Piła          | WTS Wrocław                 | GKS Wybrzeże Gdańsk       |       |
| 2000  |   |   | 6  | Polonia Bydgoszcz        | TS Polonia Piła             | Pergo Gorzów Wielkopolski |       |
| 2001  |   |   | 3  | Apator Toruń             | WTS Wrocław                 | Polonia Bydgoszcz         |       |
| 2002  |   |   | 7  | Polonia Bydgoszcz        | Unia Leszno                 | WTS Wrocław               |       |
| 2003  |   |   | 4  | Włókniarz Częstochowa    | Apator Toruń                | Polonia Bydgoszcz         |       |
| 2004  |   |   | 1  | Unia Tarnów              | WTS Wrocław                 | Włókniarz Częstochowa     |       |
| 2005  |   |   | 2  | Unia Tarnów              | Polonia Bydgoszcz           | Włókniarz Częstochowa     |       |
| 2006  |   |   | 4  | WTS Wrocław              | Włókniarz Częstochowa       | Polonia Bydgoszcz         |       |
| 2007  |   |   | 12 | Unia Leszno              | Unibax Toruń                | WTS Wrocław               |       |
| 2008  |   |   | 4  | Unibax Toruń             | Unia Leszno                 | ZKŻ Zielona Góra          |       |
| 2009  |   |   | 5  | ZKŻ Zielona Góra         | Unibax Toruń                | Włókniarz Częstochowa     |       |
| 2010  |   |   | 13 | Unia Leszno              | ZKŻ Zielona Góra            | Unibax Toruń              |       |
| 2011  |   |   | 6  | ZKŻ Zielona Góra         | Unia Leszno                 | Stal Gorzów Wielkopolski  |       |
| 2012  |   |   | 3  | Unia Tarnów              | Stal Gorzów Wielkopolski    | Unibax Toruń              |       |
| 2013  |   |   | 7  | ZKŻ Zielona Góra         | Unibax Toruń                | Unia Tarnów               |       |
| 2014  |   |   | 8  | Stal Gorzów Wielkopolski | Unia Leszno                 | Unia Tarnów               |       |
| 2015  |   |   | 14 | Unia Leszno              | WTS Wrocław                 | Unia Tarnów               |       |
| 2016  |   |   | 9  | Stal Gorzów Wielkopolski | KS Toruń                    | ZKŻ Zielona Góra          |       |
| 2017  |   |   | 15 | Unia Leszno              | WTS Wrocław                 | Stal Gorzów Wielkopolski  |       |
| 2018  |   |   | 16 | Unia Leszno              | Stal Gorzów Wielkopolski    | WTS Wrocław               |       |
| 2019  |   |   | 17 | Unia Leszno              | WTS Wrocław                 | Włókniarz Częstochowa     |       |
| 2020  |   |   | 18 | Unia Leszno              | Stal Gorzów Wielkopolski    | WTS Wrocław               |       |
| 2021  |   |   | 5  | WTS Wrocław              | Speedway Lublin             | Stal Gorzów Wielkopolski  |       |
| 2022  |   |   | 1  | Speedway Lublin          | Stal Gorzów Wielkopolski    | Włókniarz Częstochowa     |       |
| 2023  |   |   | 2  | Speedway Lublin          | WTS Wrocław                 | KS Toruń                  |       |
| 2024  |   |   | 3  | Speedway Lublin          | WTS Wrocław                 | KS Toruń                  |       |
| 2025  |   |   |    |                          |                             |                           |       |

## Klasyfikacja medalowa

### Według klubów
Stan po sezonie 2024
| Lp. | Klub                      | Złoto | Srebro | Brąz | Razem |
| --- | ------------------------- | ----- | ------ | ---- | ----- |
| 1.  | Unia Leszno               | 18    | 8      | 7    | 33    |
| 2.  | KS ROW Rybnik             | 12    | 6      | 5    | 23    |
| 3.  | Stal Gorzów Wielkopolski  | 9     | 15     | 6    | 30    |
| 4.  | Polonia Bydgoszcz         | 7     | 7      | 11   | 25    |
| 5.  | ZKŻ Zielona Góra          | 7     | 2      | 5    | 14    |
| 6.  | WTS Wrocław               | 5     | 12     | 10   | 27    |
| 7.  | KS Toruń                  | 4     | 7      | 9    | 20    |
| 8.  | Włókniarz Częstochowa     | 4     | 3      | 7    | 14    |
| 9.  | Unia Tarnów               | 3     | 1      | 3    | 7     |
| 10. | Speedway Lublin           | 3     | 1      | –    | 4     |
| 11. | ZKS Stal Rzeszów          | 2     | 2      | 2    | 6     |
| 12. | TS Polonia Piła           | 1     | 2      | 2    | 5     |
| 13. | PKM Warszawa              | 1     | –      | –    | 1     |
| 14. | GKS Wybrzeże Gdańsk       | –     | 4      | 2    | 6     |
| 15. | KS Śląsk Świętochłowice   | –     | 3      | 1    | 4     |
| 16. | Stal Ostrów Wielkopolski  | –     | 1      | 1    | 2     |
| 16. | KKS Kolejarz Rawicz       | –     | 1      | 1    | 2     |
| 18. | CWKS Wrocław              | –     | 1      | –    | 1     |
| 18. | RKS Motor Lublin          | –     | 1      | –    | 1     |
| 20. | Olimpia Grudziądz         | –     | –      | 1    | 1     |
| 20. | Skra-Związkowiec Warszawa | –     | –      | 1    | 1     |
| 20. | Legia Warszawa            | –     | –      | 1    | 1     |
| 20. | KS Kolejarz Opole         | –     | –      | 1    | 1     |
| 20. | SKS Start Gniezno         | –     | –      | 1    | 1     |

### Według zawodników
Stan po sezonie 2024
Tabela obejmuje pierwszą 10. najbardziej utytułowanych zawodników.
| Lp. | Zawodnik           | Państwo | Lata      | Złoto | Srebro | Brąz | Razem |
| --- | ------------------ | ------- | --------- | ----- | ------ | ---- | ----- |
| 1.  | Stanisław Tkocz    | Polska  | 1956–1971 | 11    | 2      | 2    | 15    |
| 2.  | Joachim Maj        | Polska  | 1951–1969 | 10    | 2      | 2    | 14    |
| 2.  | Karol Peszke       | Polska  | 1958–1972 | 10    | 2      | 2    | 14    |
| 4.  | Jarosław Hampel    | Polska  | 1999–2023 | 9     | 5      | 1    | 15    |
| 5.  | Andrzej Wyglenda   | Polska  | 1961–1974 | 9     | 1      | 3    | 13    |
| 6.  | Antoni Woryna      | Polska  | 1961–1972 | 9     | 1      | 2    | 12    |
| 7.  | Piotr Protasiewicz | Polska  | 1995–2016 | 8     | 3      | 4    | 15    |
| 8.  | Janusz Kołodziej   | Polska  | 2004–2020 | 8     | 1      | 3    | 12    |
| 9.  | Dominik Kubera     | Polska  | 2015–2024 | 8     | 1      | –    | 9     |
| 10. | Edward Jancarz     | Polska  | 1965–1984 | 7     | 8      | 1    | 16    |

Pogrubioną czcionką – zostali zaznaczeni zawodnicy, którzy kontynuują karierę żużlową.